# Bivonaea
Bivonaea es un género de plantas de flores de la familia Brassicaceae, tiene siete especies.

## Especies
- Bivonaea abulensis
- Bivonaea albiflora
- Bivonaea lutea
- Bivonaea multicaulis
- Bivonaea praecox
- Bivonaea prolongoi
- Bivonaea saviana